# مخزن تحت فشار

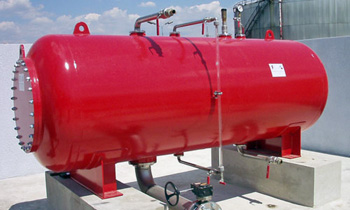
یک مخزن تحت‌فشار

مخازن تحت فشار (انگلیسی: Pressure vessel) ، پرشر وصل ها ، مخازنی معمولاً استوانه‌ای یا کروی هستند که معمولاً برای نگهداری مایعات یا گازها در فشاری غیر از فشار اتمسفر استفاده می‌شوند.
در این نوع نوع مخازن فقط می توان گاز ها را نگه داری کرد چون تنها گاز ها میتوانند متراکم شوند.
مخازن تحت فشار می‌توانند بسیار خطرناک باشند و حادثه‌های منجر به مرگ زیادی در طول دوره توسعه و بهره‌برداری آنها رخ داده‌است. به همین دلیل، طراحی، ساخت و بهره‌برداری از مخازن تحت فشار توسط مقامات مهندسی و توسط قانون حمایت می‌شود. تعریف مخزن فشار از کشوری به کشور دیگر متفاوت است. استاندارد اصلی برای طراحی این مخازن ASME Section VIII می‌باشد که توسط انجمن مهندسان مکانیک آمریکا تدوین شده و هر چهار سال یکبار مورد بازنگری قرار می‌گیرد. کاربرد عمده این مخازن در صنایع نفت و گاز می‌باشد.
طراحی آن شامل پارامترهایی مانند حداکثر فشار عملیاتی و درجه حرارت ایمن، ضریب ایمنی، میزان خوردگی مجاز و حداقل دمای طراحی (برای شکست ترد) می‌باشد. سازه با استفاده از تست‌های غیر مخرب مانند تست اولتراسونیک، رادیوگرافی و آزمایش فشار انجام می‌شود. در آزمایش هیدرواستاتیک از آب استفاده می‌کنند، و در آزمایش پنوماتیکی از هوا یا گاز دیگری استفاده می‌کنند. معمولاً تست هیدرواستاتیک ترجیح داده می‌شود، زیرا این روش یک روش ایمن تر است، در صورتی که شکست بدنه در طول آزمایش اتفاق بیفتد، حجم ناچیزی از انرژی آزاد می‌شود (آب به دلیل تراکم پذیری ناچیز برخلاف گازها در هنگام شکست بدنه سریعاً منبسط نمی‌شود در حالیکه در گازها این اتفاق باعث انفجار می‌شود)

## تاریخچه
اولین طراحی دارای سند ثبت شده از مخازن تحت فشار در سال ۱۴۹۵ در کتاب لئوناردو داوینچی، Codex Madrid I، که در آن ظروف هوای تحت فشار، به منظور افزایش وزنه‌های سنگین زیر آب مورد آزمایش قرار گرفت، شرح داده شد. با این حال، مخازنی شبیه به آنهایی که امروزه استفاده می‌شود تا سال‌های ۱۸۰۰ ساخته نشد، زمانی که بخار در دیگهای بخار تولید شده بود که باعث تحریک انقلاب صنعتی شد. با این حال، با کیفیت ضعیف مواد و تکنیک‌های تولید همراه با دانش نادرست طراحی، بهره‌برداری و تعمیر و نگهداری ضعیف، تعداد زیادی از انفجارهای مخرب و اغلب کشنده مرتبط با این دیگهای بخار و مخازن تحت فشار به صورت تقریباً روزانه فقط در ایالات متحده اتفاق می‌افتاد.
امروزه پیشرفت‌های زیادی در زمینه مهندسی مخازن تحت فشار وجود دارد مانند تست‌های غیر مخرب پیشرفته، تست اولتراسونیک Phase Array و رادیوگرافی، گریدهای مواد جدید با افزایش مقاومت به خوردگی و مواد قوی‌تر و راه‌های جدید برای اتصال مواد به یکدیگر مانند جوشکاری انفجاری یک ورق فلزی به دیگری (معمولا یک فلز مقاوم در برابر خوردگی نازک مانند فولاد زنگ‌نزن به یک فلز قوی تر مانند فولاد کربنی)، جوش کاری اصطکاکی (که فلزات را به هم متصل می‌کند بدون ذوب فلز)، نظریه‌های پیشرفته و ابزار دقیق‌تر ارزیابی تنش‌ها در مخازن مانند استفاده از تجزیه و تحلیل عناصر محدود (FEM)، اجازه می‌دهد که مخازن ایمن‌تر و کارآمدتر ساخته شوند. امروزه سازندگان مخازن در ایالات متحده نیاز به نصب علامت استاندارد BPVC بر روی مخازن خود دارند اما BPVC فقط یک کد (استاندارد) داخلی نیست، بسیاری از کشورهای دیگر BPVC را به عنوان کد رسمی خود پذیرفته‌اند. با این حال، دیگر کشورها مانند ژاپن، استرالیا، کانادا، انگلیس و اروپا دارای کدهای خود هستند (بعضی از آنها به بخش‌هایی از BPVC ارجاع می‌دهند). صرف نظر از کشور سازنده، امروزه تقریباً همه با خطرات بالقوه ذاتی مخازن تحت فشار و نیاز به استانداردها و کدهای تنظیم کننده طراحی و ساخت آنها را تشخیص می‌دهند.

## کاربردها

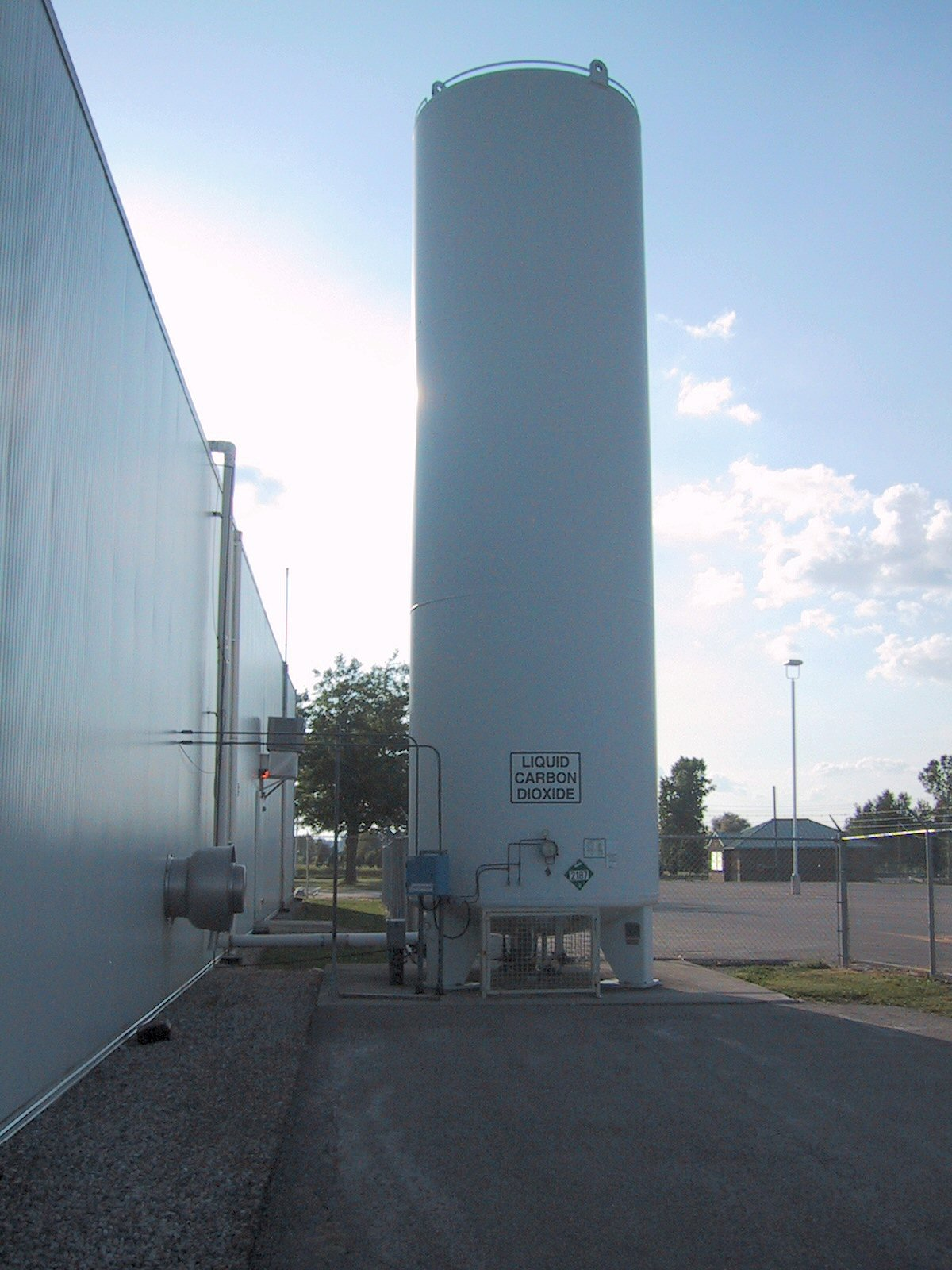
مخزن تحت فشار ذخیره کربن دی‌اکسید مایع

مخازن تحت فشار در کاربردهای مختلفی هم در صنعت و هم در بخش خصوصی استفاده می‌شوند. برای مثال مخازن هوای فشرده صنعتی و مخازن ذخیره‌سازی آب خانگی را می‌توان نام برد. (درباره پرشروصل های آب بیشتر بدانید.)
نمونه‌های دیگری از مخازن تحت فشار عبارتند از: سیلندرهای غواصی، برج‌های تقطیر، راکتورهای فشاری، اتوکلاوها و بسیاری دیگر از مخازن که در عملیات استخراج معادن، پالایشگاه‌های نفت و پتروشیمی، مخازن راکتورهای هسته ای، زیردریایی‌ها و ایستگاه‌های فضایی، مخازن پنوماتیک، مخازن هیدرولیک تحت فشار، مخازن ترمز وسایل نقلیه جاده ای و مخازن ذخیره‌سازی برای گازهایی مایع مانند آمونیاک، کلر و LPG (پروپان، بوتان).
یک کاربرد منحصر به فرد از یک مخزن تحت فشار، کابین هواپیمای مسافربری است: پوسته بیرونی وظیفه حمل بارهای مانور هواپیما و همچنین تحمل فشار کابین را برعهده دارد.
یکی دیگر از کاربردهای مخازن تحت فشار، استفاده به عنوان مخزن ذخیره آب پشت پمپ های آب ساختمان است. استفاده از مخزن تحت فشار باعث می شود تا نیاز نباشد پمپ آب پیوسته با هر بار باز و بسته شدن شیر آب واحدها روشن شود.

## خصوصیات مخازن تحت فشار
مخازن تحت فشار می‌توانند تقریباً هر شکلی داشته باشند، اما بیشتر به شکل بخش‌هایی از کره‌ها، سیلندرها و مخروط‌ها ساخته می‌شود. شکل متداول آن یک استوانه با دو عدسی یا کلاهک در دو انتها است. شکل این کلاهک‌ها معمولاً یا به شکل نیمکره یا به شکل بشقابی (torispherical) است. تجزیه و تحلیل و ساخت شکل‌های پیچیده‌تر از گذشته تاکنون برای ساخت راحت و ایمن دشوار بوده‌است. در تئوری، مخازن تحت فشار کروی با ضخامت جدار یکسان دوبرابر مخازن تحت فشار استوانه ای استحکام دارند و ایده‌آل‌ترین شکل برای ساخت مخازن تحت فشار هستند؛ ولی ساخت این مخازن دشوارتر و پرهزینه‌تر است به همین دلیل اکثر مخازن، شکل استوانه ای با کلاهک‌های نیمه-بیضوی با نسبت ۲:۱ دارند. مخازن کوچکتر را از یک لوله و دو کلاهک می‌سازند.

#### تقسیم‌بندی مخازن تحت فشار بر اساس شکل آن‌ها
مخازن تحت فشار براساس نوع خصوصیت شکل ظاهری آن ها به دو دسته کروی و استوانه‌ای تقسیم بندی می‌شوند.

##### مخازن تحت فشار کروی
مخازن تحت فشار کروی، به دلیل ساختار مستحکم برای سیالات پرفشار ایده آل هستند، اما ساخت آن‌ها دشوار و پرهزینه است. تنش داخلی و خارجی به طور منظم روی سطح کره توزیع می‌شود، به این معنی که هیچ نقطه ضعفی وجود ندارد. مخازن کروی سطح کمتری در واحد حجم دارند و این بدان معنی است که با حجم یکسان در ساخت مخازن کروی نسبت به مخازن استوانه‌ای مقدار کمتری متریال به کار برده خواهد شد. با توجه به سطح کمتر این مخازن، انتقال حرارت نیز در این مخازن کمتر می‌باشد.

##### مخازن تحت استوانه‌ای
مخازن تحت فشار استوانه‌ای، پرکاربردترین نوع مخازن هستند و تولید آن ارزان‌تر از مخازن کروی است. ولی به دلیل شکل هندسی و روند مونتاژ و ساخت استحکام آن‌ها از مخازن کروی کمتر می‌باشد. مخازن استوانه‌ای از پوسته (SHELL) و سر (HEAD) تشکیل می‌شوند. اتصال سر به پوسته را خط جوش (Weld Line) می‌گویند. انحنای سر از خط مماس (Tangent Line) شروع می‌شود.

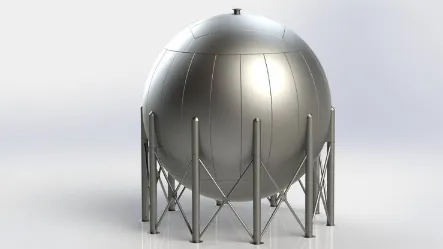
مخازن تحت فشار کروی

### مواد ساخت
اکثر مخازن تحت فشار از فولاد ساخته می‌شوند. برای ساخت یک مخزن استوانه ای یا کروی، اجزای نوردشده و احتمالاً فورج شده باید به هم جوشکاری شوند. خواص مکانیکی بدست آمده توسط نورد یا فورج ممکن است توسط فرایند جوشکاری کاهش پیدا کند به همین دلیل باید اقدامات لازم جهت مقابله و رفع این پدیده در نظر گرفته شود. علاوه بر استحکام مکانیکی کافی، استانداردها استفاده از فولادی با مقاومت در برابر ضربه بالا را تعیین می‌کنند، مخصوصاً برای مخازن با دماهای کاری پایین.
دیگر مواد رایج برای ساخت مخازن شامل پلیمرهایی مانند PET در ظروف نوشابه‌های گازدار و مس در تجهیزات لوله‌کشی می‌شود.
سطوح داخلی مخازن تحت فشار را می‌توان با مواد فلزی، سرامیکی و پلیمری برای محافظت در برابر سیال داخل محفظه پوشش داد. این پوشش می‌تواند همچنین درصد زیادی از فشار محفظه را تحمل کند.

### فشار کاری

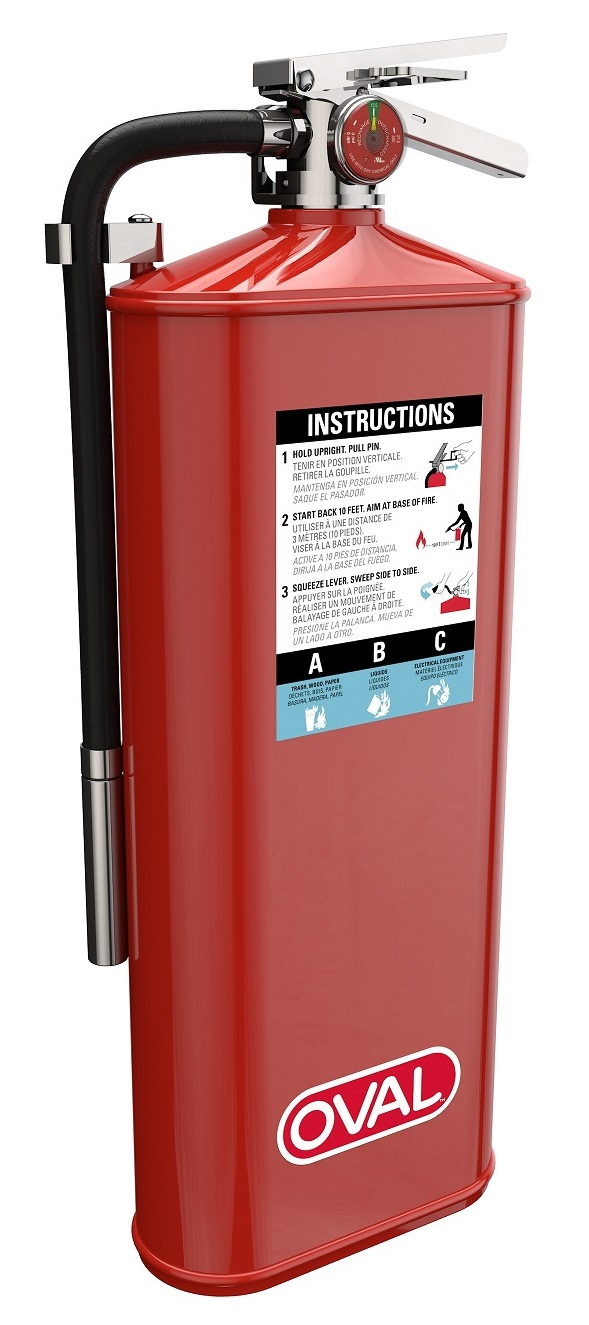
یک کپسول آتش‌نشانی که دارای مخزن تحت فشار بیضوی است

سیلندرهای معمولی استوانه ای فشار بالا برای گازهای دائمی (گازهایی که در فشار ذخیره‌سازی، کندانس نمی‌شوند مانند هوا، اکسیژن، نیتروژن، هیدروژن، آرگون، هلیوم) با فرایند فورج گرم دوران و پرس می‌شوند تا یک مخزن فولادی بدون‌درز ساخته شود.
تا سال ۱۹۵۰ در اروپا فشار کار سیلندرها برای استفاده در صنعت، صنایع دستی، غواصی و پزشکی تنها دارای ۱۵۰ بار فشار کار استاندارد (WP) بود. از زمان ۱۹۷۵ تاکنون فشار استاندارد ۲۰۰ بار است. آتش نشانان نیاز به سیلندرهای باریک (و سبک) برای حرکت در فضاهای محدود دارند، در حدود ۱۹۹۵ سیلندرهایی با فشار کاری ۳۰۰ بار بیرون آمد - ابتدا فقط با فولاد خالص.
تلاش برای رسیدن به وزن‌های سبک‌تر منجر به تولید نسل‌های مختلفی از سیلندرهای کامپوزیتی (فیبر و ماتریس، بر روی یک لایه آستری) شد که توسط ضربه از بیرون راحت‌تر آسیب می‌بینند تا از داخل. برای مقابله با این آسیب‌پذیری ضخامت جدا را افزایش می‌دهند. سیلندرهای کامپوزیت - آتش‌نشانی یک بازار مهم است - که معمولاً برای فشار کاری ۳۰۰ بار ساخته می‌شوند.
فشار تست هیدرواستاتیک (مخزن پرشده از آب) تقریباً از همان ابتدا تا به امروز ۵۰٪ بیشتر از ماکزیمم فشار کاری بوده‌است.

### دنده‌ها و رزوه در مخازن
تا سال ۱۹۹۰ تمام سیلندرهای فشار بالا با دنده‌های مخروطی (زاویه دار) ساخته می‌شدند تا با شیرهای سیلندر تولید شده مطابقت داشته باشند. دو نوع رزوه بر تمام سیلندرهای فلزی صنعتی -از حجم ۰٫۲ تا ۵۰ لیتر- غالب بود. تا میانه‌های سال ۱۹۵۰ کنف به عنوان یک آب‌بند استفاده می‌شد، بعدها یک ورق نازک سرب که بالای آن یک سوراخ داشت به یک کلاهک پرس می‌شد. از سال‌های ۲۰۰۵/۲۰۱۰ نوار تفلون (PTFE) برای جلوگیری از استفاده از سرب جایگزین شده‌است.

## استانداردها و کدهای طراحی
لیست استانداردهای مورد استفاده در طراحی مخازن تحت فشار:
- EN 13445: استاندارد طراحی مخازن در اروپا
- ASME Boiler and Pressure Vessel Code Section VIII: قوانین ساخت مخازن تحت فشار
- BS 5500: استاندارد قدیمی انگلیسی که با EN 13445 جایگزین شده‌است
- AD Merkblätter: استاندارد آلمانی ساخت مخازن
- EN 286(قسمت ۱ تا ۴): استاندارد اروپایی برای ساخت مخازن ساده (تانکر هوا)
- BS4994: مشخصات طراحی و ساخت مخازن و تانکرهای پلاستیکی مسلح
- ASME PVHO: استاندارد آمریکایی برای ساخت مخازن در تصرف انسان
- CODAP: استاندارد فرانسوی برای ساخت مخازن تحت فشار بدون آتش
- API 510: استاندارد آمریکایی برای بازرسی مخازن تحت فشار